# Halowe Mistrzostwa Europy w Lekkoatletyce 2013 – trójskok mężczyzn
Trójskok mężczyzn – jedna z konkurencji rozegranych podczas halowych lekkoatletycznych mistrzostw Europy w hali Scandinavium w Göteborgu.

## Rekordy
| Rekord świata                        | Teddy Tamgho | 17,92 | Paryż, Francja     | 6 marca 2011     |
| Rekord Europy                        | Teddy Tamgho | 17,92 | Paryż, Francja     | 6 marca 2011     |
| Rekord halowych mistrzostw Europy    | Teddy Tamgho | 17,92 | Paryż, Francja     | 6 marca 2011     |
| Najlepszy wynik na świecie w sezonie | Marian Oprea | 17,17 | Bukareszt, Rumunia | 25 stycznia 2013 |
| Najlepszy wynik w Europie w sezonie  | Marian Oprea | 17,17 | Bukareszt, Rumunia | 25 stycznia 2013 |

## Terminarz
| Data    | Godzina |            |
| ------- | ------- | ---------- |
| 1 marca | 11:40   | Eliminacje |
| 2 marca | 17:25   | Finał      |

## Rezultaty
| NR – rekord kraju \| WL – najlepszy tegoroczny wynik na listach światowych \| EL - najlepszy tegoroczny wynik na listach europejskich |
| SB – najlepszy wynik w sezonie \| PB – rekord życiowy                                                                                 |

### Eliminacje
Do eliminacji zgłoszono 22 zawodników. Aby awansować do finału – w którym startowało 8 zawodników – należało uzyskać wynik 16,90 (Q). W przypadku gdyby rezultat ten osiągnęła mniejsza liczba skoczków – lub żaden ze startujących – kryterium awansu były najlepsze wyniki uzyskane przez zawodników (q).
| Poz. | Zawodnik            | Reprezentacja | #1    | #2    | #3    | Wynik | Uwagi |
| ---- | ------------------- | ------------- | ----- | ----- | ----- | ----- | ----- |
| 1    | Daniele Greco       | Włochy        | 16,94 | –     | –     | 16,94 | Q     |
| 2    | Aleksiej Fiodorow   | Rosja         | 16,47 | 16,82 | –     | 16,82 | q     |
| 3    | Harold Correa       | Francja       | 15,71 | 16,76 | –     | 16,76 | q     |
| 4    | Fabian Florant      | Holandia      | 16,44 | 16,69 | –     | 16,69 | q     |
| 5    | Wiktor Kuzniecow    | Ukraina       | 16,68 | 16,35 | 16,43 | 16,68 | q     |
| 6    | Rusłan Samitow      | Rosja         | 16,46 | 16,50 | 16,66 | 16,66 | q     |
| 7    | Złatozar Atanasow   | Bułgaria      | x     | 15,92 | 16,66 | 16,66 | q     |
| 8    | Karl Taillepierre   | Francja       | 16,11 | 15,40 | 16,62 | 16,62 | q     |
| 9    | Georgi Conow        | Bułgaria      | 16,35 | 16,31 | 16,58 | 16,58 | PB    |
| 10   | Benjamin Compaoré   | Francja       | 16,14 | 15,97 | 16,48 | 16,48 |       |
| 11   | Vladimir Letnicov   | Mołdawia      | x     | 16,41 | 16,46 | 16,46 |       |
| 12   | Vicente Docavo      | Hiszpania     | 16,46 | 16,38 | 13,62 | 16,46 |       |
| 13   | Alaksiej Capik      | Białoruś      | 16,39 | 15,76 | 16,45 | 16,45 |       |
| 14   | Michele Boni        | Włochy        | 16,33 | 16,43 | 15,10 | 16,43 |       |
| 15   | Wiktor Jastrebow    | Ukraina       | 16,12 | 16,37 | x     | 16,37 |       |
| 16   | Dimitris Tsiamis    | Grecja        | 15,78 | 15,77 | 16,28 | 16,28 |       |
| 17   | José Emilio Bellido | Hiszpania     | 16,24 | x     | 15,72 | 16,24 |       |
| 18   | Jewhen Semenenko    | Ukraina       | 16,10 | 16,09 | 16,20 | 16,20 |       |
| 19   | Yochai Halevi       | Izrael        | 15,60 | 15,70 | 16,19 | 16,19 | SB    |
| 20   | Lasza Torghwaidze   | Gruzja        | 15,35 | x     | x     | 15,35 |       |
| 21   | Darius Aučyna       | Litwa         | 15,27 | 15,06 | 15,17 | 15,27 |       |
| —    | Marian Oprea        | Rumunia       | -     | -     | -     | -     | DNS   |

### Finał
| Poz. | Zawodnik          | Reprezentacja | #1    | #2    | #3    | #4    | #5    | #6    | Wynik | Uwagi |
| ---- | ----------------- | ------------- | ----- | ----- | ----- | ----- | ----- | ----- | ----- | ----- |
|      | Daniele Greco     | Włochy        | 17,00 | x     | 17,15 | 17,70 | -     | x     | 17,70 | WL,   |
|      | Rusłan Samitow    | Rosja         | 16,51 | x     | 16,97 | x     | 17,30 | 17,03 | 17,30 | PB    |
|      | Aleksiej Fiodorow | Rosja         | x     | 16,93 | 17,12 | 16,78 | 16,83 | 16,72 | 17,12 | PB    |
| 4    | Wiktor Kuzniecow  | Ukraina       | 16,64 | 16,87 | x     | 16,53 | 17,02 | 16,58 | 17,02 | PB    |
| 5    | Harold Correa     | Francja       | 16,64 | 16,78 | 16,92 | x     | 16,40 | 16,56 | 16,92 |       |
| 6    | Karl Taillepierre | Francja       | x     | 16,60 | x     | 16,16 | 16,43 | 16,72 | 16,72 |       |
| 7    | Złatozar Atanasow | Bułgaria      | 16,08 | x     | 16,57 | 16,48 | x     | 16,11 | 16,57 |       |
| 8    | Fabian Florant    | Holandia      | 16,55 | 16,52 | 16,44 | x     | x     | 15,70 | 16,55 |       |